# Adolf Weniaminowitsch Butkewitsch
Adolf Weniaminowitsch Butkewitsch (russisch Адольф Вениаминович Буткевич, wiss. Transliteration Adol̂f Veniaminovič Butkevič; * 5. Junijul. / 18. Juni 1914greg. in Tissul, Gouvernement Tomsk; † 11. Juli 1983 in Lwiw) war ein sowjetischer Wissenschaftler auf dem Gebiet der Geodätischen Astronomie, der Sphärischen Geodäsie und der Mathematischen Kartographie.

## Leben

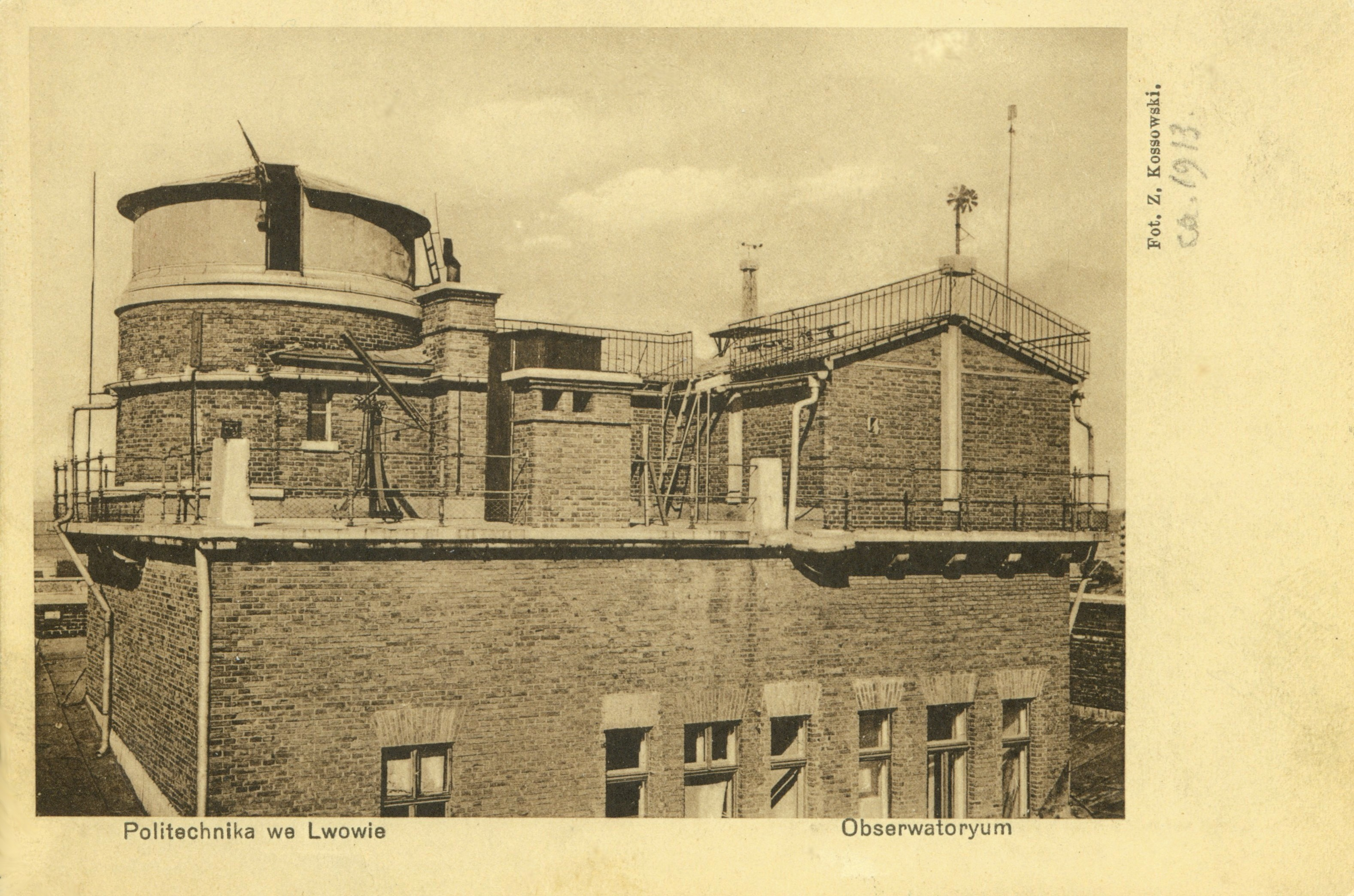
Observatorium der Nationalen Polytechnischen Universität Lemberg (1913)

Von 1932 bis 1935 machte er eine Ausbildung zum Vermessungstechniker und besuchte einen Hochschulsvorbereitungskurs an der Staatlichen Universität in Tomsk. Von 1935 bis 1940 studierte er an der astronomischen Fakultät der Staatlichen Universität für Architektur und Bauwesen in Nowosibirsk.
1950 wurde Butkewitsch zum Kandidaten der Wissenschaften (entspricht dem deutschen Doktor) promoviert, seine Habilitationsschrift verfasste er 1964. Bis 1966 war er Professor für höhere Geodäsie und von 1968 bis 1974 Leiter des Instituts für höhere Geodäsie und Astronomie an der Nationalen Polytechnischen Universität in Lemberg und damit auch Leiter des astronomischen Observatoriums der Universität. Danach war er weiterhin als Professor für Geodäsie und Astronomie tätig.
Butkewitsch ist Verfasser etlicher wissenschaftlicher Monographien über Geodäsie und Astronomie.

## Auszeichnungen
- 1945: Medaille „Für heldenmütige Arbeit im Großen Vaterländischen Krieg 1941–1945“
- 1945: Medaille „Für den Sieg über Deutschland im Großen Vaterländischen Krieg 1941–1945“
- 1969: Verdienstmedaille für Geodäsie und Kartographie des Amtes für Geodäsie und Kartographie
- Lomonossow-Medaille der Allunionsgesellschaft „Wissen“

1980 wurde Butkewitsch zum Ehrenmitglied der Astronomischen und Geodätischen Allunionsgesellschaft gewählt. Für seine Schachkompositionen wurde ihm der Titel „Meister des Sports der UdSSR“ verliehen.